# Strix butleri
L'allocco di Hume o allocco del Butler (Strix butleri (Hume, 1878)) è un uccello rapace della famiglia Strigidae, presente in Arabia Saudita, Egitto, Israele, Oman, Yemen e nei territori palestinesi.

## Descrizione

### Aspetto
Il disco facciale è di colore bianco, la cresta presenta una scura fascia centrale, il capo superiormente è di colore grigio-sabbia chiaro con macchie e striature marroni. Si distingue per il suo collare particolare di color camoscio dorato attorno alla parte superiore del mantello, fino ad estendendersi sul gozzo. Il manto scapolare ed alare è coperto da sbiadite macchie color camoscio o bianco e le penne remiganti e la coda presentano delle strisce marroni alternativamente chiare e scure. Inferiormente è color crema, presenta una stria di colore contrastante tra un tenue marrone ed uno più scuro lungo il rachide ed è leggermente vermicolato sul petto e sui fianchi. Il tarsometatarso presenta bianche piume, l'Iride (anatomia) è arancione, il becco è giallo e rivolto verso il basso e le dita delle zampe sono grigie.

### Dimensioni
È lungo tra i 29 e i 33 cm e ha un'apertura alare tra i 95 e i 98 centimetri.

## Distribuzione e habitat
Si può trovare nell'est e nel sud di Israele, in Giordania, nella penisola del Sinai, nell'est dell'Egitto nelle montagne vicine al Mar Rosso e a macchie nella penisola araba; tuttavia c'è la possibilità di incontrarlo anche nella regione del Makran, in Pakistan, e nel sud dell'Iran. Vive nell'isolato deserto roccioso e nelle gole dei semideserti. Solitamente si trova nelle vicinanze di fonti d'acqua e nei palmeti, a volte invece si può trovare negli edifici in rovina.

## Biologia

### Spostamenti
L'allocco di Hume è stanziale.

### Alimentazione
Si ciba principalmente di roditori come i merioni, i gerbilli e i deomyini, ma anche di uccelli e lucertole, occasionalmente insetti.
Caccia durante il crepuscolo e la notte. Pratica una caccia d'appostamento, cioè si appollaia su un ramo basso e controlla l'area circostante per poi scagliarsi contro la preda designata, in prossimità di strade e tracciati. A volte si ciba di insetti mentre vola e di tanto in tanto va in cerca di foraggio camminando sul terreno.

### Riproduzione
La riproduzione avviene tra marzo e agosto. Nidifica nelle cavità e nelle concavità presenti nelle pareti di ripide gole. Depone 4 - 5 uova, covate per 34 - 39 giorni principalmente dalla femmina, ma è stato osservato che entrambi i sessi partecipano alla cova. I nascituri presentano un piumaggio bianco e vengono allevati finché non sviluppano le piume, a 30 - 40 giorni di vita.